# Natas
Natas era un districte fronterer entre Lukka i els hitites, probablement situat al nord-est de Lukka.
Durant el regnat d'Hattusilis III, rei hitita, hi va haver una gran revolta a Lukka que es va estendre pels territoris propers. Els grups rebels, capitanejats per Piyama-radu havien entrat en territori hitita i havien conquerit extenses zones, i van ocupar també aquest territori. El rei hitita el va recuperar poc després.